# Flavius Martinus
Flavius Martinus (sein Praenomen ist nicht bekannt) war ein im 3. Jahrhundert n. Chr. lebender Angehöriger der römischen Armee.
Durch eine Bauinschrift, die beim Kastell Banna gefunden wurde und die auf 297 datiert ist, ist belegt, dass Martinus Centurio war. Aus der Inschrift geht auch hervor, dass er Praepositus einer unbekannten Einheit war, die zu diesem Zeitpunkt in der Provinz Britannia stationiert war. Unter seiner Leitung wurden an dem Standort das Praetorium, die Principia und das Balneum renoviert.